# Insula dell'Ara Coeli
L'Insula dell'Ara Coeli è un edificio di epoca romana posto alle pendici del Campidoglio, a Roma, in un angolo tra la scalinata che conduce alla basilica di Santa Maria in Aracoeli (da cui il nome) e il Vittoriano.

## Storia
La struttura risale al II secolo e fu costruita in laterizio, appoggiandosi ad un muro in opera reticolata che fu realizzato probabilmente nel I secolo per consolidare il colle capitolino. Nel Medioevo la parte superiore dell'edificio fu occupata dalla chiesa di San Biagio de Mercato mentre nel 1653, al posto di quest'ultima, fu realizzata la chiesa di Santa Rita da Cascia, che fu poi smontata negli anni 1930 per permettere la realizzazione del Vittoriano e ricostruita a poche centinaia di metri di distanza nei pressi del teatro di Marcello.
Proprio durante lo smontaggio della chiesa furono rinvenuti i resti dell'edificio che, contrariamente a molti altri ritrovamenti archeologici nell'area, fu conservato. Della chiesa di San Biagio rimasero solamente alcune parti del campanile romanico e un arcosolio decorato da un affresco trecentesco.

## Descrizione

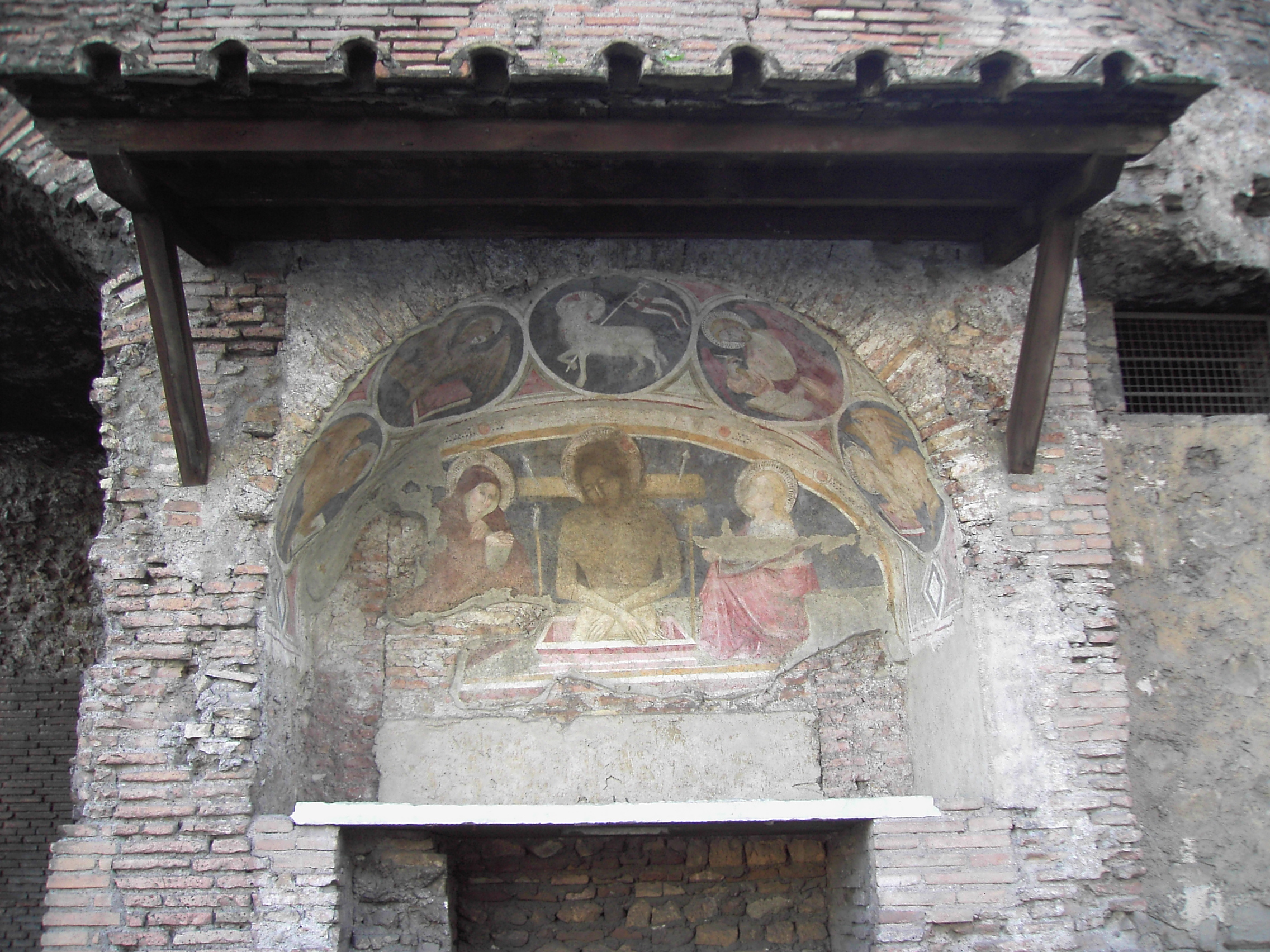
Lunetta affrescata della chiesa di San Biagio del Mercato (XII secolo)

L'edificio contava in totale sei piani di cui ne sono stati recuperati quattro (incluso il mezzanino), per la maggior parte posti al di sotto del livello della strada, e rappresenta un'importante testimonianza dell'architettura edilizia romana, con alcune somiglianze agli edifici residenziali rinvenuti ad Ostia. Dei quattro piani visibili solo l'ultimo risulta danneggiato e ne rimangono solo poche tracce.
Il piano terra, come d'uso nelle insulae romane, ospitava le botteghe, o tabernae, mentre a partire dal primo piano iniziavano i moduli abitativi. Restano le tracce del pavimento in assi di legno e tracce delle finestre rettangolari con serramenti anch'essi in legno. La disposizione delle stanze e le loro dimensioni lasciano supporre la tipica distinzione di valore tra i piani più bassi, che erano più apprezzati e riservati a soggetti più facoltosi, e i piani più alti, di minor valore e destinati alla plebe.
Si è calcolato che l'insula romana potesse ospitare circa 380 persone e la si considera testimonianza diretta di come vicino alla zona monumentale della Roma imperiale, alle pendici del colle più importante e più sacro della città, vivessero comunque i plebei, anche se in condizioni poco confortevoli.

### Ricostruzione del sito
L'archeologo tedesco Sascha Priester, sulla base dei resti archeologici e della documentazione rimanente, ha proposto una nuova ricostruzione della zona: C'era un '"Edificio Ovest", che oggi, fatta eccezione per la sua facciata in mattoni massiccia ancora visibile, si trova quasi completamente sotto la moderna Via del Teatro di Marcello. La superficie di questo piano terra con la sua fila di negozi (tabernae) era fino a 400 m². Un "Edificio Nord", che poteva avere scale di accesso all'interno, sarebbe stata reinterrata subito dopo il ritrovamento. Una "ala Sud" che fin'adesso era stato assunto soltanto ipoteticamente, non è stata mai. Invece l' "Edificio Est" - ora noto come Insula dell'Aracoeli - è la parte più visibile di questa situazione edilizia. Tra l' '"Edificio Ovest" e la Insula dell'Aracoeli S. Priester ha ricostruito un vicolo, attraversato da archi; i pilastri portici dell'"Edificio Est" e le tracce di archi ed i corrispondenti pilastri in mattoni dell'opposto "Edificio Ovest" ne sono la prova. A causa della successiva estensione del portico della Insula dell'Aracoeli questa strada come una via tecta fu ridotta in larghezza a circa 3,8 metri. Il vicolo è stato tranquillamente asfaltato in una fase secondaria ed è stato infine abbandonato come percorso stradale al più tardi nella tarda antichità.